# Magdalene Thoresen
Pour les articles homonymes, voir Thoresen.
Anna Magdalene Thoresen (1819-1903) est une écrivaine norvégienne. Originaire du Danemark, mariée à un pasteur norvégien, elle écrit des drames paysans réalistes dont l'action se situe en Norvège. Elle tient alors salon à Bergen et vit dans l'intimité de plusieurs grands écrivains, parmi lesquels Georg Brandes et Ibsen qui deviendra son gendre.

## Biographie
Anna Magdalene Thoresen naît à Fredericia, au Danemark. Elle est la fille de Thomas Nielsen Kragh et Anna Kristine Pedersen.
Elle donne naissance à une fille illégitime, qui est mise en nourrice. En 1842, elle s'installe en Norvège et devient gouvernante pour Hans Conrad Thoresen (1802–1858) à Herøy dans le Sunnmøre. Il est veuf avec cinq enfants et elle se marie avec lui en 1843. À partir de 1844, ils vivent à Bergen, où Anna Magdalene Thoresen joue un rôle central dans la vie culturelle. Sa belle-fille, Suzannah Ibsen, est mariée à Henrik Ibsen. Anna Magdalene Thoresen et son époux ont 4 enfants. Après la mort de son mari en 1858, elle voyage à Copenhague en 1861, puis se déplace à Christiania (ancien nom d'Oslo) en 1866 et déménage à Copenhague à partir de 1870. Elle meurt dans cette dernière ville en 1903.

## Carrière
La maison des Thoresen à Bergen devient un lieu de rencontre pour  écrivains et acteurs. En 1850, Ole Bull établit un théâtre dans cette ville, appelé Det norske Theater. Anna Magdalene Thoresen écrit 4 pièces de théâtre, qui furent mises en scène de façon anonyme dans ce théâtre. À travers le théâtre, elle devient une proche de l'auteur de théâtre Henrik Ibsen. Elle est aussi une amie de Bjørnstjerne Bjørnson, qui publie sa collection de poèmes Digte af en dame (« Poèmes d'une dame ») en 1860. Parmi ses nouvelles, se trouvent Studenten, publié dans la collection Fortællinger en 1868, Signes Historie en 1864, Min Bedstemoders Fortælling en 1867, et Solen i Siljedalen en 1868. Parmi ses pièces qui ont eu du succès, se trouvent Et rigt Parti, qui fut mise en scène pour la première fois au Théâtre royal danois en 1870 puis plus tard à Stockholm et à Christiania (Oslo), et Inden Døre en 1877. Elle a aussi publié les livres de voyage Billeder fra Vestkysten av Norge en 1872 et Billeder fra Midnatsolens Land en 1882,.

## Influence
La personnalité d'Anna Magdalene Thoresen est devenue un modèle pour de nombreux personnages féminins de la littérature norvégienne, incluant la « Rebekka West » (dans Rosmersholm) et la « Ellida Wangel » (dans The Lady from the Sea) d'Ibsen, ainsi que des personnages de Bjørnson : « Marie Stuart » (dans sa pièce de 1864), la fille sauvage « Petra » (dans Fiskerjenten) et « Leonarda » (dans sa pièce de 1879).